# ال گرکو (فیلم ۲۰۰۷)
«ال گرکو» (انگلیسی: El Greco) یک فیلم است که در سال ۲۰۰۷ منتشر شد.